# Langues en Estonie
La langue officielle de l'Estonie est l'estonien, qui est la langue maternelle de 69 % de la population du pays ainsi qu'une langue étrangère maitrisée par 14 % de la population, ce qui fait que 82 % des habitants du pays savent parler estonien. Le russe est également très présent avec 30 % des habitants l'ayant comme langue maternelle et 42 % comme langue étrangère, 72 % des habitants comprennent ainsi le russe. La troisième langue la plus connue du pays est l'anglais, qui bien qu'elle ne soit parlée comme langue maternelle que par une infime minorité (0,07 %) est comprise par 38 % des habitants du pays.
De nos jours, les jeunes Estoniens privilégient l'anglais pour le plus grand nombre, comme langue étrangère.

L'allemand vient en seconde position et est très présent chez l'élite, et dans les domaines culturels et le tourisme.

Pour des raisons culturelles et historiques, les langues suédoise et finnoise sont aussi étudiées.

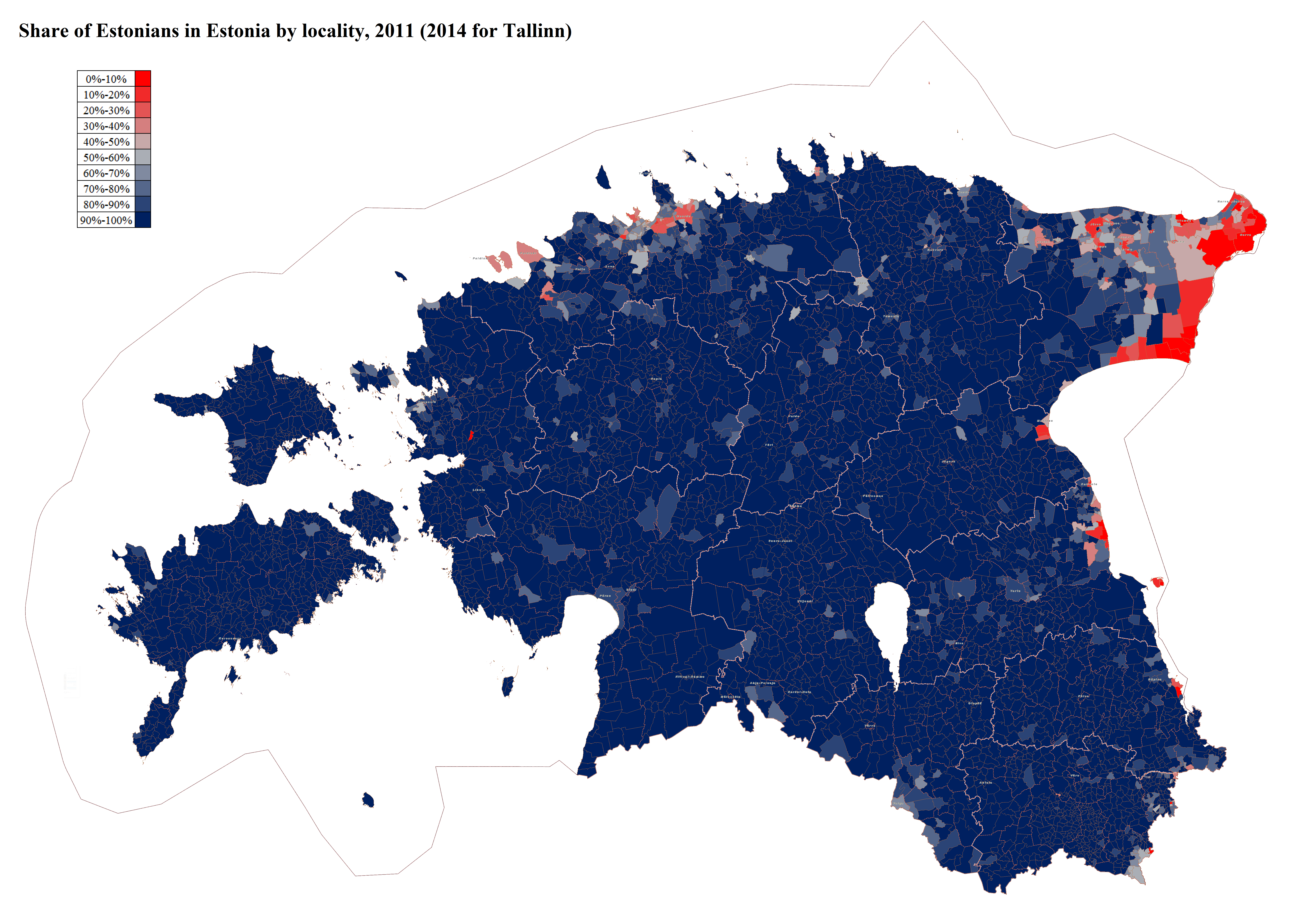
Carte montrant les langues maternelles en Estonie en 2011
- estonien en bleu
- russe en rouge

## Langues maternelles
| Langue     | 2000      | 2000      | 2011      | 2011      |
| Langue     | Nombre    | %         | Nombre    | %         |
| ---------- | --------- | --------- | --------- | --------- |
| Estonien   | 921 817   | 67,28     | 887 216   | 68,54     |
| Russe      | 406 755   | 29,69     | 383 118   | 29,60     |
| Ukrainien  | 12 299    | 0,90      | 8 016     | 0,62      |
| Finnois    | 4 932     | 0,36      | 2 621     | 0,20      |
| Biélorusse | 5 197     | 0,38      | 1 664     | 0,13      |
| Letton     | 1 389     | 0,10      | 999       | 0,08      |
| Lituanien  | 1 198     | 0,09      | 905       | 0,07      |
| Anglais    | 248       | 0,02      | 878       | 0,07      |
| Tatar      | 1 251     | 0,09      | 806       | 0,06      |
| Arménien   | 719       | 0,05      | 717       | 0,06      |
| Azéri      | 592       | 0,04      | 656       | 0,05      |
| Allemand   | 557       | 0,04      | 522       | 0,04      |
| Polonais   | 674       | 0,05      | 435       | 0,03      |
| Autre      | 3 235     | 0,24      | 2 891     | 0,22      |
| Inconnu    | 9 189     | 0,67      | 1 723     | 0,13      |
| Total      | 1 370 052 | 1 370 052 | 1 294 455 | 1 294 455 |

## Langues étrangères
| # | Langue                                     | Nombre    | %      |
| - | ------------------------------------------ | --------- | ------ |
| 1 | Russe                                      | 545 537   | 42,14  |
| 2 | Anglais                                    | 495 420   | 38,27  |
| 3 | Estonien                                   | 177 286   | 13,70  |
| 4 | Finnois                                    | 167 315   | 12,93  |
| 5 | Allemand                                   | 130 191   | 10,06  |
| 6 | Français                                   | 18 677    | 1,44   |
| - | Total parlant une langue étrangère         | 856 225   | 66,15  |
| - | Ne parle pas de langue étrangère           | 369 027   | 28,51  |
| - | Inconnu                                    | 24 182    | 1,87   |
| - | Non applicable (enfants de moins de 3 ans) | 45 021    | 3,48   |
| - | Total population                           | 1 294 455 | 100,00 |

## Russe en Estonie
Le russe est de loin la langue minoritaire la plus parlée dans le pays (30 % de la population en 2000). Dans certaines parties à l'est du pays, la langue estonienne est une minorité. Le russe est la langue majoritaire du comté d'Ida-Viru Est (78 % en 2000), notamment à Narva, troisième ville du pays (93 %), Kohtla-Järve (81 %), cinquième, et Sillamäe (94 %), neuvième. C'est également une langue minoritaire importante dans le comté de Harju (39 % en 2000), dont 43 % à Tallinn.
Il est également parlé par une importante partie de la population en tant que langue étrangère. En 2021, il était parlé par 29 % de la population comme langue maternelle et par 38 % comme langue étrangère, soit 67 % de la population, derrière l'estonien (respectivement 67 % et 17 %, soit 84 % de la population), et devant l'anglais (respectivement <0,1 % et 48 %, soit 48 % de la population).